# Vikeså
Vikeså è un villaggio della Norvegia, situato nella municipalità di Bjerkreim, nella contea di Rogaland.